# 973 Aralia
973 Aralia, asteroid vanjskog glavnog pojasa. Otkrio ga je Karl Wilhelm Reinmuth, 18. ožujka 1992.

## Vanjske poveznice
- Minor Planet Center